# 31787 Darcylawson
31787 Darcylawson è un asteroide della fascia principale. Scoperto nel 1999, presenta un'orbita caratterizzata da un semiasse maggiore pari a 2,7710347 UA e da un'eccentricità di 0,1156130, inclinata di 7,06511° rispetto all'eclittica.